# Nicetas lycon
Nicetas lycon là một loài bướm đêm trong họ Noctuidae.